# روبرت هنري ماثيوز
روبرت هنري ماثيوز (بالإنجليزية: Robert Henry Mathews)‏ هو لغوي أسترالي، ولد في 13 يوليو 1877 في ملبورن في أستراليا، وتوفي بنفس المكان في 16 فبراير 1970.